# Aeroportul Omsk Tsentralny
Aeroportul Omsk Tsentralny (IATA: OMS, ICAO: UNOO) este un aeroport din Omsk, Regiunea Omsk, Rusia ce deservește zona Omsk. Aeroportul a fost tranzitat în 2021 de 1.492.032 de pasageri. A fost deschis în 17 mai 1929 și numit după General Dmitry Karbyshev⁠(d).
Situat la o altitudine de 925 m, aeroportul dispune de 1 pistă.

## Infrastructură

### Piste
Aeroportul dispune de o singură pistă. Pista 07/25 are suprafața de asfalt și dimensiunile 2.500 m × 45 m. 